# UX Orionis

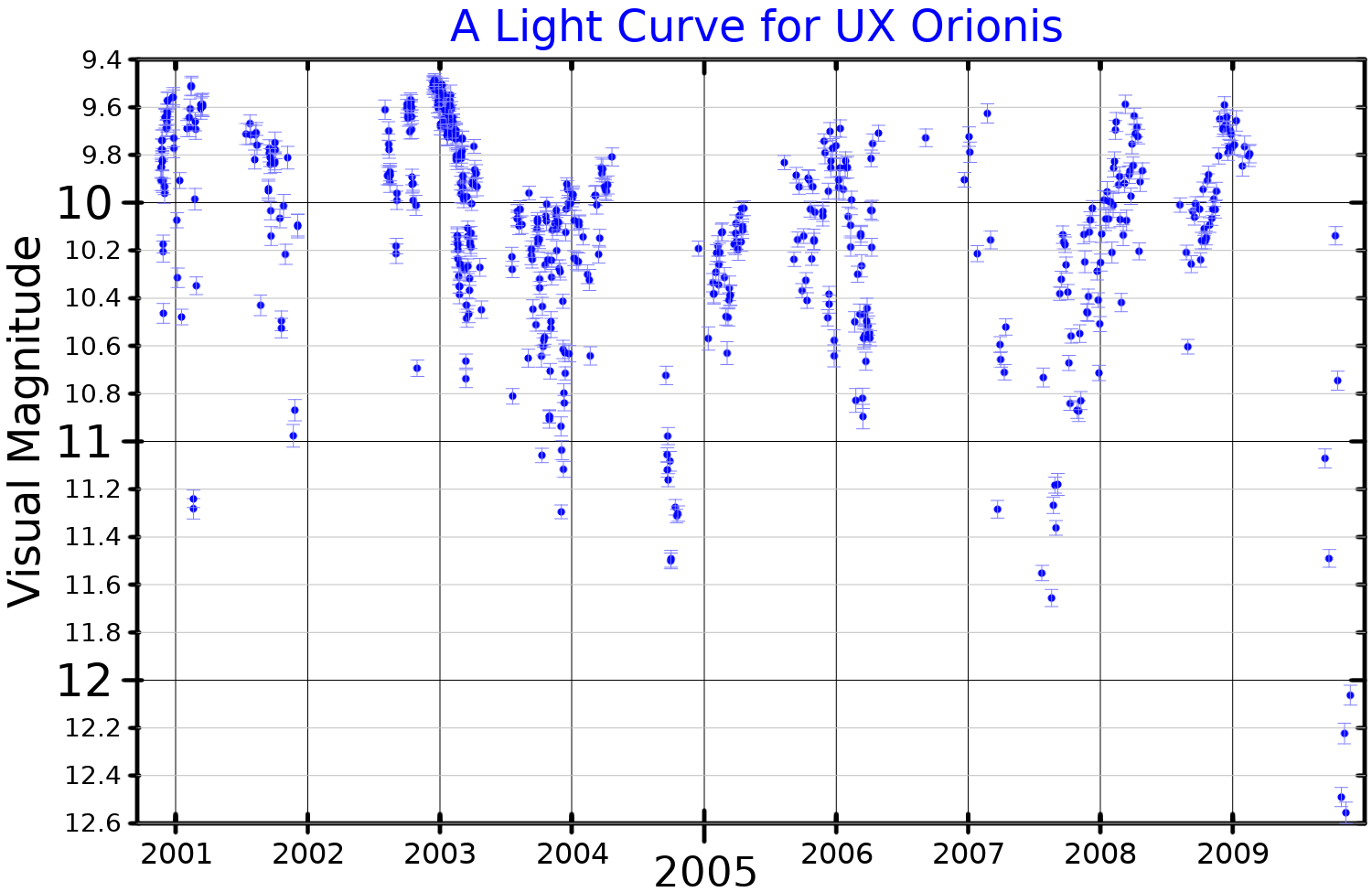
Curva de luz de UX Orionis

UX Orionis (UX Ori / HD 293782 / HIP 23602) es una estrella variable en la constelación de Orión. Su magnitud aparente varía entre +8,70 y +10,80 sin que exista un período conocido.
Está situada en la nebulosa oscura LDN 1616 cerca de la asociación estelar Orión OB1c, siendo su distancia aproximada respecto al sistema solar de 400 pársecs (1300 años luz).
Tiene una acompañante cuya separación visual es de 0,022 segundos de arco.
UX Orionis es una estrella Herbig Ae/Be, una estrella pre-secuencia principal en la fase de contracción previa antes de comenzar a fusionar su hidrógeno en helio; extremadamente joven, su edad se estima entre 2,5 y 3,1 millones de años.
De tipo espectral A3 IIIe, tiene una temperatura efectiva entre 6080 y 6662 K. 
Su masa aproximada es de 2,45 masas solares y brilla con una luminosidad entre 49 y 63 veces la del Sol.
Con un diámetro ~3,2 veces más grande que el diámetro solar, no existe consenso respecto a su velocidad de rotación proyectada; diversos autores dan valores que van desde 70 a 215 km/s.
Se piensa que UX Orionis se halla inmersa en un peculiar entorno de polvo, responsable del «corrimiento al azul» observado en su espectro, así como del aumento en la polarización conforme la estrella se acerca al brillo mínimo. Dicha variabilidad ha sido interpretada en términos de eclipses producidos por un esferoide oblato de polvo inclinado que envuelve a la estrella; éste podría estar compuesto por granos de obsidiana de un tamaño al menos 30 veces mayor que el de los granos del medio interestelar.